# محمد شاه‌بختی

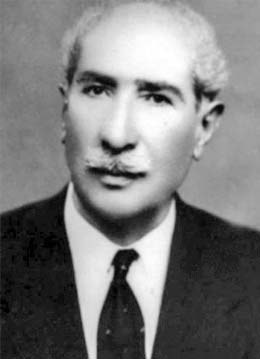
محمد شاه بختی

تیمسار سپهبد محمد شاه‌بختی (متولد ۱۲۶۵ ه‍.خ در اشتهارد – متوفی ۱۵ بهمن ۱۳۴۱ تهران) فرمانده لشکر آذربایجان و از امرای نظامی پرنفوذ همدوره با رضاشاه پهلوی بود.
شاه‌بختی تا سال ۱۳۰۵ به نام سرتیپ محمد زکریا معروف بود ولی در یکی از جنگ‌ها فاتح شد و آن را از بخت شاه دانست و نام فامیل خود را از زکریا به شاه‌بختی تغییر داد.
مدتی در آتریاد (تیپ مختلط پیاده و سوار) همدان و زمانی در قزوین و اصفهان خدمت کرد. در ۱۲۹۹ جزو اردوی میرپنج رضاخان بود و در حمله به تهران دخالت داشت.
مدت‌ها فرمانده لشکر لرستان و آذربایجان غربی و خوزستان بود. در سال ۱۳۱۲ درجهٔ سرلشکری گرفت. نشان ذوالفقار که عالی‌ترین نشان ارتش بود دریافت کرد. همچنین از رضاشاه شمشیر مرصع جایزه گرفت و ژنرال آجودان شد. در دوره استانداری آذربایجان شرقی از دوستان نزدیک مهندس رفیع فرهور رئیس راه آهن و کشتیرانی آذربایجان بود.  وی دومین سپهبد ایرانی ارتش ایران است.
فضل‌الله همایونی در مصاحبه با  پروژه تاریخ شفاهی ایران در دانشگاه هاروارد گفته است شاه بختی در زمان جنگ جهانی اول و حمله متفقین به ایران، در خوزستان با آنها به مقابله پرداخت و علیرغم تلفات سنگین عقب نشینی نکرد و یا تسلیم نشد به همین علت به درجه سپهبدی نائل گشت. همایونی همچنین نقل کرده است که یکبار شاه بختی در دریافت غرامت از عشایر متمردی که قبلا اسب های نظامیان را ربوده بودند سخت گیری زیادی میکند و زمانی که عشایر شکوه به شاه می برند، رضاه شاه دستور به خلع درجه و زندان وی می دهد. شاه بختی در زندان به همایونی می گوید:   
«این واقعه به من ثابت کرد خدماتی که تا به‌ حال شده ارزش چندانی نداشته و باید خدمات و فداکاری‌های بیشتری ابراز نماییم»

 همایونی ادامه داده است که وی پس از ۴۸ ساعت آزاد و درجه های او پس داده می شود و به ماموریت جدیدی اعزام می شود.
شاه‌بختی پس از تشکیل کانون افسران و درجه‌داران بازنشسته، ریاست کانون را عهده‌دار شد و تا آخر عمر این سمت را داشت.